# Thiendorf
Thiendorf est une commune de Saxe (Allemagne), située dans l'arrondissement de Meissen, dans le district de Dresde.

## Quartiers
| - Dobra, - Kleinnaundorf, - Lötzschen, - Lüttichau, - Lüttichau-Anbau, | - Naundorf bei Ortrand, - Ponickau, - Sacka, - Stölpchen, - Tauscha, | - Tauscha-Anbau, - Thiendorf - Welxande, - Würschnitz, - Zschorna. |